# Geografia del Japó

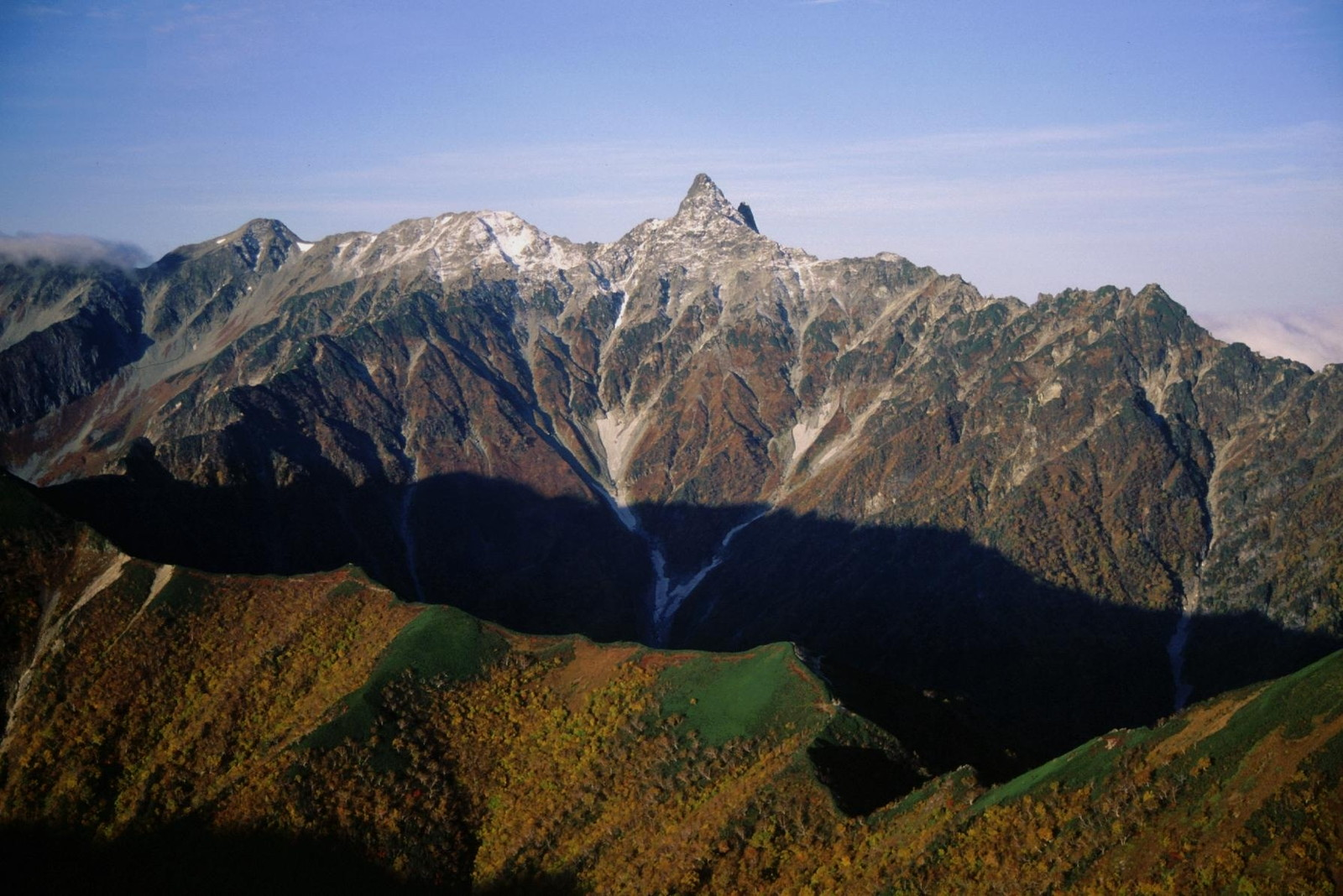
Mont Yarigatake.

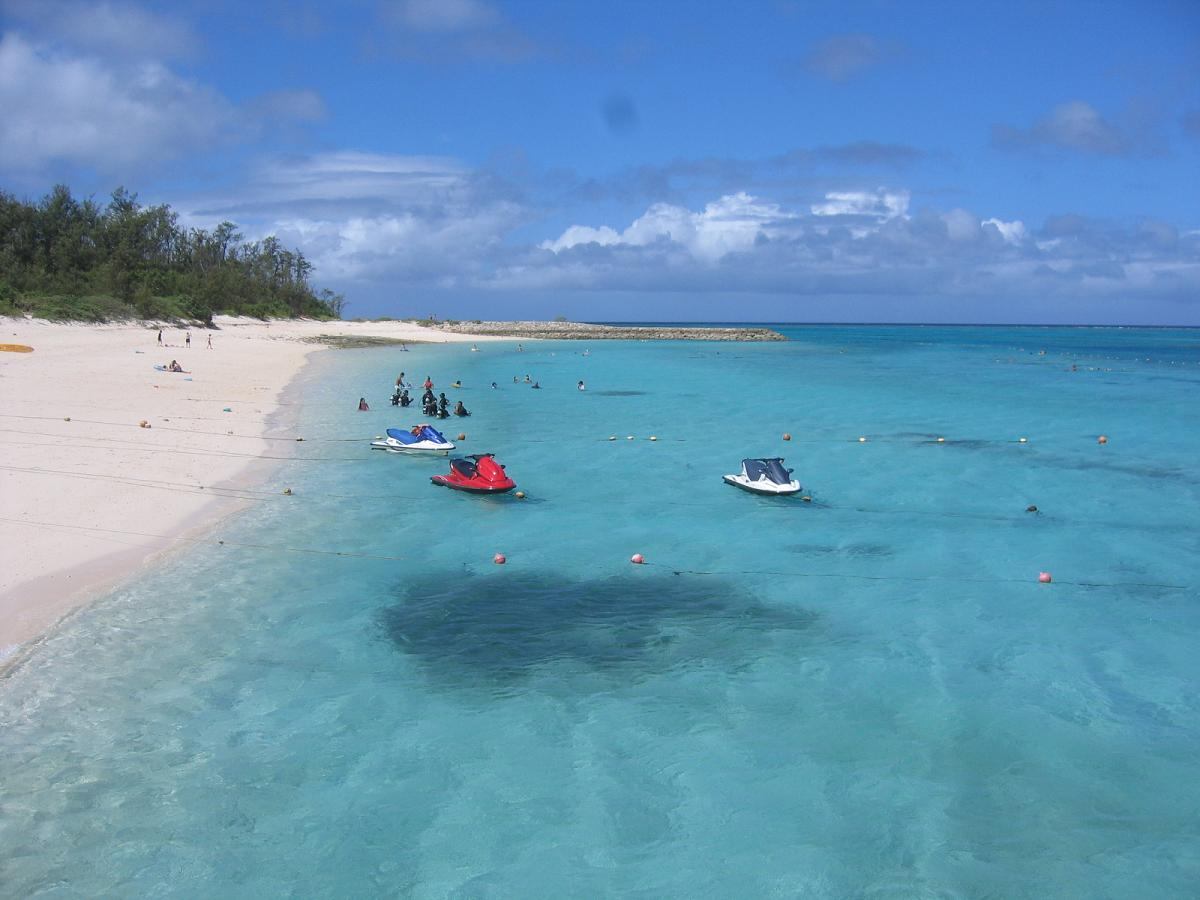
Platja de Minnajima, Okinawa.

El Japó és un arxipèlag estratovolcànic compost per 377.835 km² de terra i 3.091 km² d'aigua, està conformat per unes 3.400 illes que s'estenen al llarg de la costa asiàtica, en l'oceà Pacífic i en els arxipèlags de Ryukyu, Izu i Ogasawara. Segons el cens de 2005 té 127,55 milions d'habitants. El país està ubicat al nord-nord-est de la Xina i de Taiwan (separat pel mar de la Xina Oriental), a l'est de Corea (separat pel mar del Japó) i al sud de Sibèria, Rússia. Les quatre illes principals, de nord a sud, són Hokkaido, Honshu, Shikoku i Kyushu. L'illa d'Okinawa (600 km al sud-oest de Kyushu) els segueix en magnitud. Prop del 84% del país és muntanyós, cada illa compta amb la seva cadena muntanyosa, la muntanya més alta és el Mont Fuji (Fujisan), de 3.776 m d'altitud, seguida de Kita-dake, amb 3.193 m d'altitud. Atès que existeix poc terreny pla, molts turons i vessants són aprofitats completament per al conreu. Com que està situat en una zona de molta activitat volcànica resulten freqüents tremolors de petita magnitud i l'activitat volcànica ocasional. Els terratrèmols destructius ocorren diverses vegades cada segle, resultant sovint en tsunamis.

## Composició i topografia

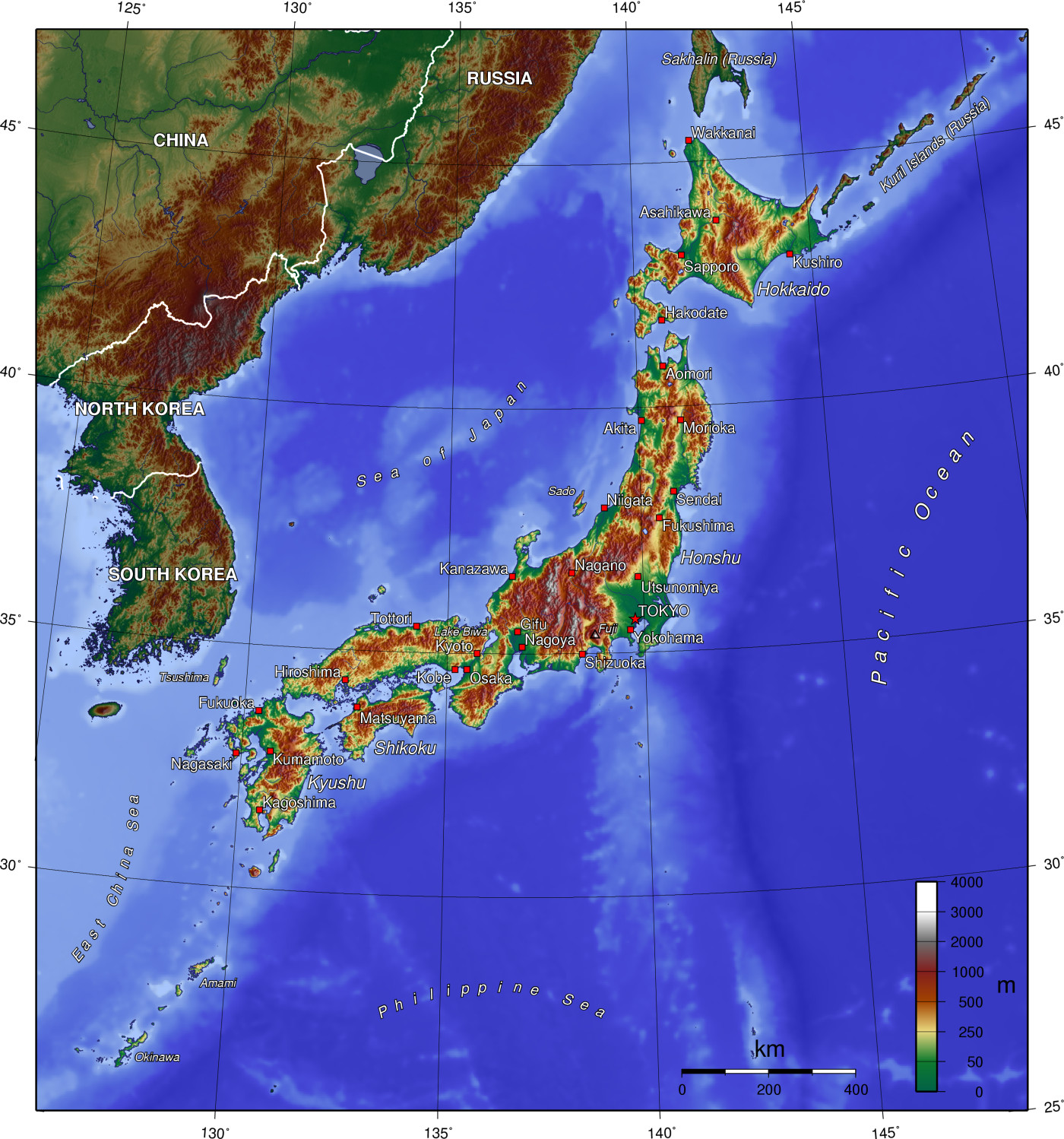
Mapa topogràfic del Japó.

Les illes muntanyoses de l'arxipèlag formen un arc (anomenat arc d'illes) des de les costes de l'est d'Àsia. El territori nacional inclou les petites illes Bonin o Ogasawara incloent l'illa Iwo Jima aproximadament a 1.100 quilòmetres de les illes principals. La particularitat que el Japó sigui un arxipèlag fa que cap punt del país sigui a més de 150 quilòmetres del mar.
Les quatre illes principals es troben separades per estrets canals i tres d'elles (Honshu, Shikoku i Kyūshū) pel Mar Interior de Seto. A l'extrem meridional es troben les illes Ryukyu a 970 quilòmetres al sud de la tercera gran illa, Kyūshū.
El punt més proper al continent asiàtic és la Península de Corea a una distància aproximada de 200 quilòmetres. El país sempre va estar connectat el continent a través de rutes marítimes de comerç: al nord amb Sibèria, a l'oest des de les illes Tsushima cap a la península coreana i al sud amb els ports del sud de la Xina.
Té aproximadament un 84% de territori muntanyós, el 14% de la superfície es dedica a activitats agrícola-ramaderes, el 66% a boscos i el 20% restant està dedicat a altres usos, a causa del fet que les seves illes són una cadena muntanyosa a la part submergida de la plataforma continental, sent les illes els seus pics. Només prop del 25% del territori és pla i és on es concentra la població. Una llarga cadena muntanyosa divideix l'arxipèlag per la meitat, una de les quals es troba al costat de l'oceà Pacífic i l'altra del costat del mar del Japó (la qual cosa s'aprecia en el mapa topogràfic). En la meitat del Pacífic hi ha escarpades muntanyes, d'entre 1500 i 3.000 metres d'altitud que formen profundes valls i congosts. Al centre convergeixen 3 cadenes muntanyoses: les Hida, les Kiso i les Akaishi, les quals formen els Alps Japonesos, sent Kitadake la seva muntanya més alta amb 3.193 metres, però la segona en altura del país. El punt més alt del territori es troba en el Mont Fuji, un volcà adormit des de 1707 de 3.776 metres situat a la prefectura de Shizuoka.
Cap de les planes o valls habitades és àmplia. La més gran és la plana de Kanto, situada a Tòquio, i només té 13.000 quilòmetres quadrats. Altres planes importants són: la de Vall de Nōbi, que envolta Nagoya; la de Kinki, a l'àrea d'Osaka-Kioto; la de Sendai, que envolta la ciutat de Sendai al nord-est de Honshū i la d'Ishikari a Hokkaido. La majoria d'aquestes planes estan al llarg de la costa.
La petita part de terra habitable patí diverses modificacions en el seu terreny al llarg dels segles. Les terres properes al mar i als rius tenen nombroses construccions de dics i drenatges, molts turons i muntanyes estan tallats en terrasses esglaonades per augmentar el terreny cultivable i per augmentar el terreny edificable. Aquest procés de modificació del medi continua actualment amb l'extensió de la línia costanera i la construcció d'illes artificials per a les indústries i per al creixement del port. Un exemple d'això és l'aeroport de Kansai, a la badia d'Osaka.
Els rius del Japó solen ser ràpids i abruptes, només uns pocs són navegables i la majoria solen tenir menys de 300 quilòmetres de llargada. Malgrat això, el Japó aconsegueix aprofitar aquests rius per produir energia hidroelèctrica, encara que aquest recurs es troba explotat gairebé fins a la seva capacitat. El riu més llarg del territori és el Shinano, el qual neix a la prefectura de Nagano fins a la prefectura de Niigata on desemboca al mar del Japó, té 367 quilòmetres de llargada. La major reserva d'aigua es troba en el llac Biwa al nord-est de Kyoto.
L'extensió de la costa navegable especialment en el Mar Interior de Seto, compensa la manca de rius navegables. La costa pacífica del sud de Tòquio té la característica de ser llarga i d'augmentar la seva profunditat de forma molt gradual gràcies a la sedimentació.

## Relleu volcànic

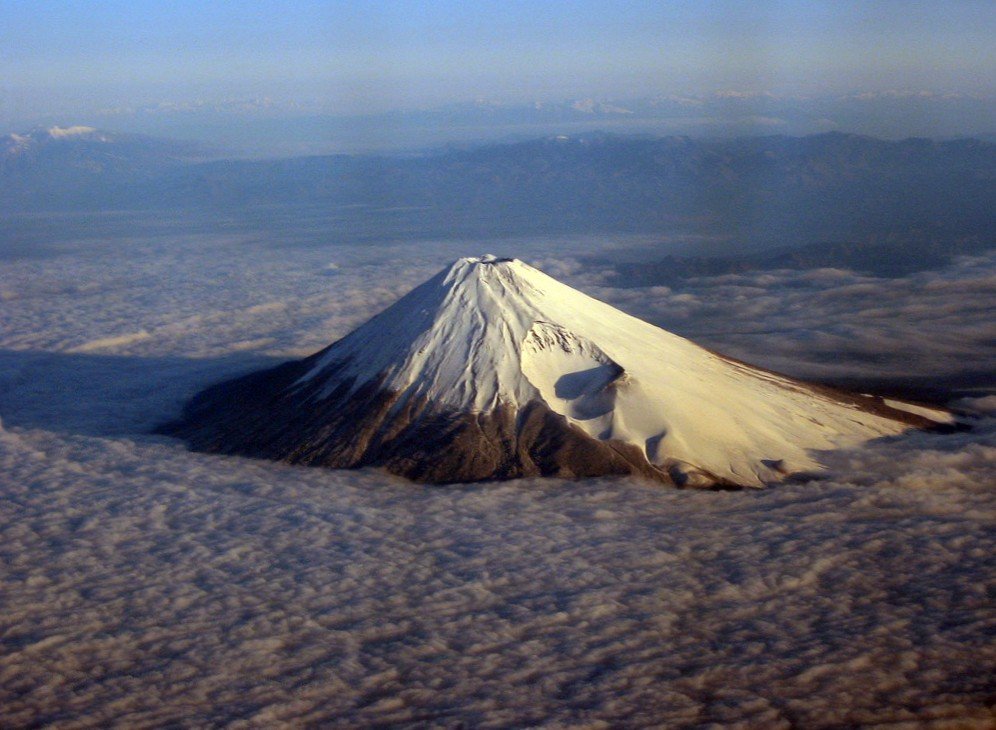
El Mont Fuji sobresortint d'un mar de núvols i el cràter Hei-zan ben visible sobre el flanc sud-est.

Les illes japoneses són, en realitat, els escarpats cims d'una gran serralada que s'alça des del fons del mar, a prop de les fosses del Japó i de Bonin, on la profunditat de l'oceà supera els 9.000 metres. Prop del 73% del país és muntanyenc, en general cobert de boscos i tallats per profundes goles on el ràpid corrent dels rius formen cascades.
Cada illa compta amb la seva pròpia cadena muntanyenca. La muntanya més alta del Japó és la Muntanya Fuji (Fujisan), a 3.776 metres d'altura. Li segueix Kita-dake, amb 3.193 metres d'altura. A causa que existeix tan poc terreny pla al Japó, molts pujols i vessants són aprofitades íntegrament per al cultiu.
Com el Japó està situada en una zona de molta activitat volcànica, es produeixen freqüents tremolors de petita magnitud (prop de 1.500 a l'any, la majoria de poca importància però alguns bastant intensos) i també certa activitat volcànica ocasional. Terratrèmols destructius ocorren diverses vegades cada segle, resultant sovint en tsunamis. A causa d'aquesta intensa activitat sísmica, la seva orografia posseeix certa particularitat a conseqüència de l'esmentat. Cadenes de muntanyes i volcans se succeeixen ocupant la major part del territori donant a les illes una configuració arquejada, semblada a una mitja lluna, on destaca com a punt àlgid el Mont Fuji. Més de 150 muntanyes japoneses són volcans de gran grandària i 60 d'ells encara segueixen en activitat.
L'Asama és el volcà més actiu de tot l'arxipèlag, està situat a l'illa de Honshu, a aproximadament 100 km de Tòquio, té una altura de 2.542 m. Els rius són cabalosos i alguns traspassen el mateix.

## Flora i fauna
Hi ha una gran varietat en la vegetació japonesa (unes 17.000 espècies) i es deu al seu clima i relleu. Els boscos cobreixen el 67% de la superfície del país i es componen en la seva majoria d'arbres frondosos i coníferes: castanyers, fajos, aurons, pinòpsides, pins rojos i laricis, juntament amb bedolls i freixes. A l'oest dominen els boscos de pinòpsids que creixen al costat de bambús, magnòlies i castanyers verds. Els pruners blancs i vermells, els cirerers de floració primerenca, així com el bambú i els pins s'han convertit en símbols tradicionals del país.

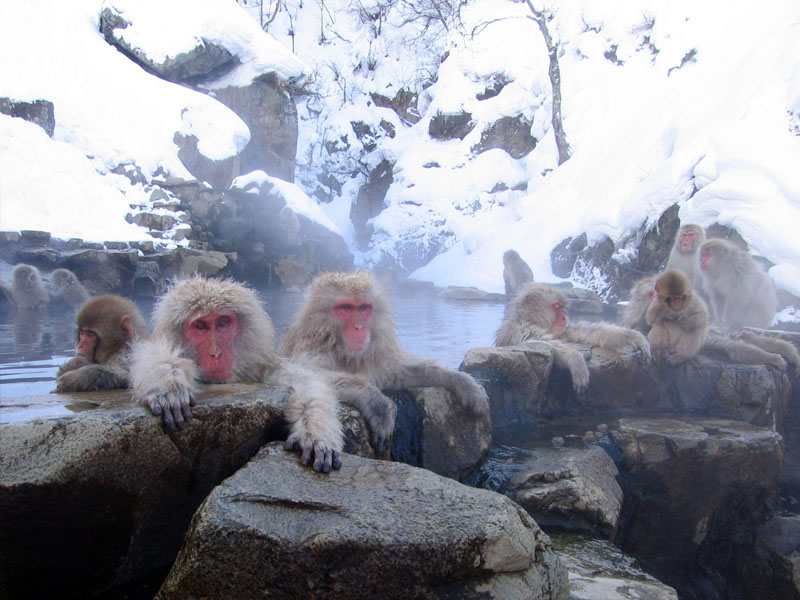
Grup de macacos japonesos escalfant-se en una font termal de la prefectura de Nagano.

La fauna japonesa també és molt variada i es poden trobar exemplars molt rars que no es troben en països veïns. Igual que en la vegetació aquesta variació es deu al clima i al relleu. En els mars de l'illa Ryuyu hi ha una gran varietat de peixos tropicals, tortugues, serps marines, dugongs, marsopes negres… A la mateixa illa Ryukuy es troben altres animals autòctons com: l'àguila crestada, la guineu voladora i el llangardaix mimètic. A tot el país habiten i en gran nombre els ossos rentadors, els cérvols i els ànecs mandarins. Entre les espècies endèmiques es troben els macacos japonesos, les salamandres gegants japoneses, les libèl·lules primitives i els gats d'Iriomete entre d'altres.

### Clima
És un país plujós i amb una alta humitat, posseeix un clima temperat amb 4 estacions diferents ben definides, gràcies a la distància a la qual es troba respecte de l'equador. De tota manera el clima del nord és lleugerament fred temperat (Hokkaido) amb forts estius i grans nevades a l'hivern, el centre del país és càlid, estius humits i hiverns curts i al sud lleugerament subtropical (Kyushu) amb estius llargs, calents i humits i hiverns curts i suaus. El clima de vegades és afectat pels vents estacionals produïts pels centenars ciclons i anticiclons que es formen en el continent i al Pacífic generant vents des del continent cap al Pacífic a l'hivern i del Pacífic al continent a l'estiu.

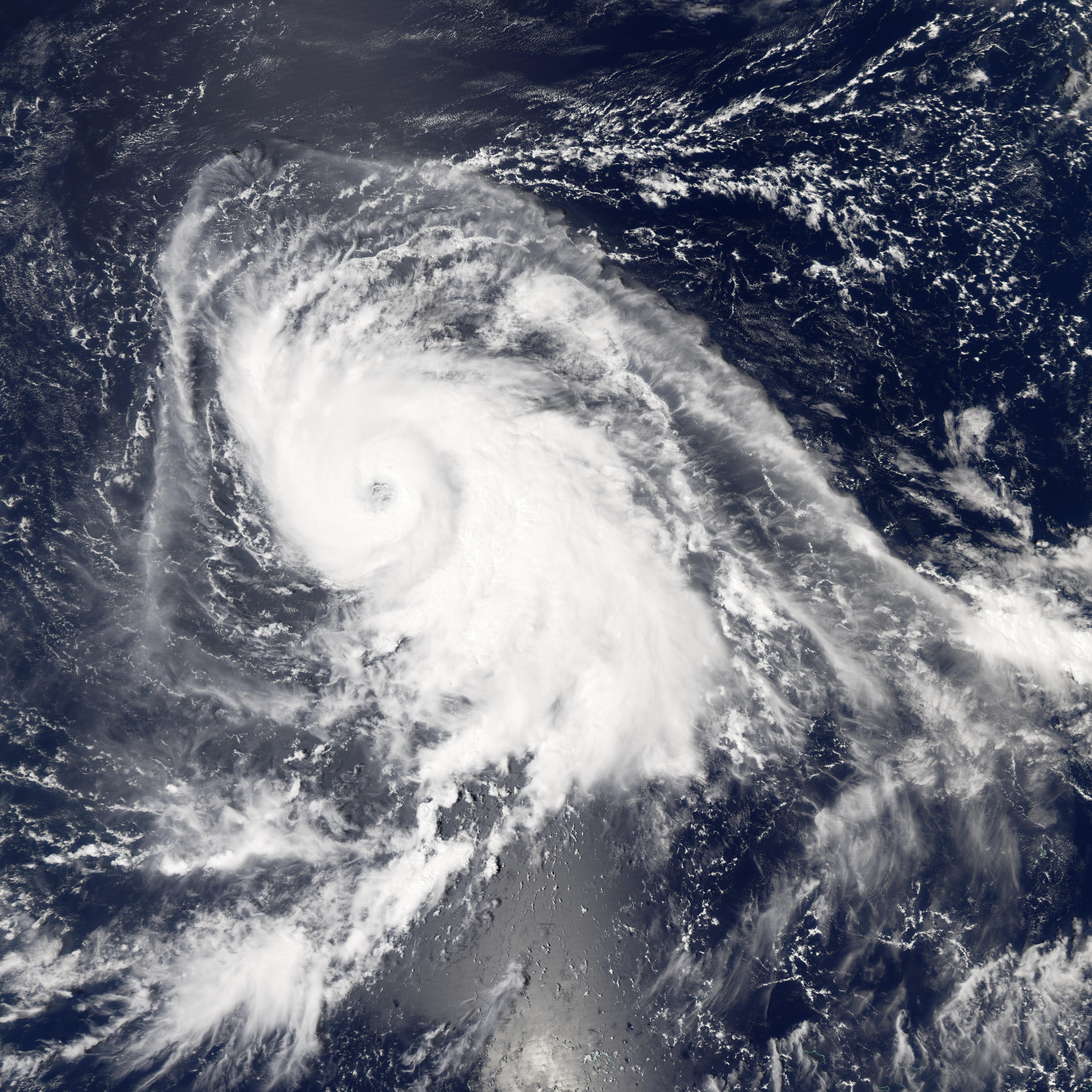
El Tifó Yagi, va passar prop de la costa pacífica del Japó el setembre del 2006. Va arribar a assolir la categoria 5.

Existeixen dos factors primaris en la influència climatològica: la proximitat amb el continent asiàtic i els corrents oceànics. El clima des del juny al setembre és calent i humit pels corrents de vents tropicals que arriben des de l'oceà Pacífic i des del sud-est asiàtic. Aquests corrents precipiten grans quantitats d'aigua en tocar terra, per la qual cosa l'estiu és una època d'importants pluges, que comencen a principis de juny i duren al voltant d'un mes. El segueix una època de calor de principis d'agost fins a principis de setembre, un període de tifons, en la qual passen pel Japó 5 o 6 d'ells i arriben a produir danys significatius. La precipitació anual de pluges és de 100 a 200 centímetres, però entre el 70 i el 80 per cent d'aquestes estan concentrades durant el juny i el setembre.
A l'hivern, els centres d'alta pressió de l'àrea siberiana i els centres de baixa pressió del nord de l'oceà Pacífic, generen vents freds que travessen el Japó d'oest a est, produint importants nevades a la costa japonesa del mar del Japó. Com que els vents xoquen contra les cadenes muntanyoses del centre, les grans altures acaben per precipitar la humitat d'aquests vents en forma de neu i en passar per la costa pacífica del país arriben sense portar notables quantitats d'humitat, per la qual cosa no són principal factor de les nevades a la costa pacífica. A més provoca que en aquesta costa, el temps a l'hivern sigui sec i de dies sense núvols, al contrari de l'hivern a la costa oest. Hi ha dos corrents oceànics que afecten el model climàtic: el corrent càlid de Kuroshio i el corrent fred d'Oyashio. El corrent de Kuroshio flueix pel Pacífic des de Taiwan i passa pel Japó bastant al nord de Tòquio, i és un corrent que porta molta calor a la costa est.

### Geologia
Les illes se situen en una de les zones geològicament més inestables i complexes del planeta. En general, és un país altament sísmic a causa de la seva ubicació en el Cinturó de Foc del Pacífic. Al Japó s'han presentat 5 importants terratrèmols en els últims 15 anys. El grup insular nipó és, sobretot, el resultat de continus i immensos moviments oceànics que van ocórrer durant centenars de milions d'anys des de mitjan Període Silurià fins al Plistocè. Aquest procés va ser com a resultat de la subducció tectònica de la placa Filipina i la placa Pacífica sota les continentals placa Euroasiàtica i placa Nord-americana.

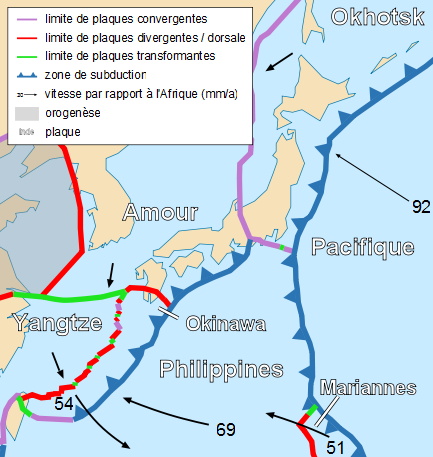
Mapa tectònic del Japó.

La major part del territori terrestre està assentat sobre la placa d'Ojotsk, situant-se la seva línia de fricció i ruptura amb la placa Euroasiàtica (sector també conegut com a placa Amuria) al sud de l'illa de Honshū. La resta del territori japonès es troba en la segona placa esmentada. Mentrestant, l'arc de les illes Ryūkyū es troben a la vora de la placa Filipina.D'altra banda, la unió de la placa Filipina, la placa Euroasiàtica i la placa d'Okhotsk ocorre a la rodalia del Mont Fuji o Fujisan, convergència amb un alt potencial sísmic i vulcanològic. Aquesta complexa distribució, origina profundes i extenses fosses oceàniques, especialment a la costa pacífica de l'arxipèlag. Destaca en particular la Fossa del Japó, de 9.000 metres de profunditat, originada per una falla amb vora convergent per subducció. El Japó va estar associat originalment a la costa est del continent euroasiàtic. Les plaques es van subjectar, sent més profundes que la placa Euroasiàtica. Aquests processos geològics van empènyer el Japó cap a l'est, originant l'obertura del Mar del Japó fa al voltant de 15 milions d'anys i donant lloc a una conca submarina de trasarc. L'Estret de Tartària i l'Estret de Corea van ser oberts molt més abans.
Les col·lisions entre aquestes plaques i el seu posterior enfonsament van generar els arcs d'illes de les Kurils i de Sajalin-Hokkaidô (al nord), l'arc de Honshû, que connecta Kyūshū, Shikoku, Honshû i la porció oest de Hokkaidô (en el centre), i els arcs de les Ryûkyû i Izu-Ogasawara (en el sud).
El Japó se situa a la zona volcànica denominada com el Cinturó de Foc del Pacífic. Els tremolors de terra són freqüents (amb una intensitat de reduïda a moderada) i l'activitat volcànica ocasional se sent en forma activa a les illes.
Gran quantitat de falles tectòniques locals recorren la superfície, originant sismes de regular intensitat. Les més grans són dues falles transversals al sud de Honshū: la Línia Tectònica d'Itoigawa-Shizuoka i la Línia Tectònica Mitjana Japonesa, ambdues falles transformants que es troben en el límit de les plaques d'Okhotsk i Euroasiàtica, al llarg del sistema muntanyenc de l'illa.
Resulten summament destructius els terratrèmols, sovint donant com a resultat els tsunamis, amb una freqüència de diverses vegades en un segle. Els terratrèmols principals més recents inclouen el Gran terratrèmol de Hanshin-Awaji el 1995, el Terratrèmol de la costa de Chūetsu de 2007 i el Terratrèmol i tsunami del Japó de 2011. Les aigües termals són nombroses i s'han convertit en centres turístics.
Cada illa compta amb la seva pròpia cadena muntanyenca, la qual segueix un eix transversal i les divideix per la meitat. Al Japó hi ha al voltant de 200 volcans; seixanta d'ells estan en activitat. El més famós és el Mont Fuji (Fujisan), de 3.776 metres d'altura, coronat de neus perpètues. Li segueix el mont Kitadake, amb 3.193 m d'altura. El mont Asama és el volcà més actiu de tot l'arxipèlag, i està situat a l'illa de Honshu a aproximadament 100 km de Tòquio. Té una altura de 2.542 m. Gairebé la tercera part del país consisteix en terrenys d'origen piroclàstic. La superfície és fonamentalment muntanyenca: només la cinquena part (el 27%) està format per petites planes, la majoria d'elles de tipus al·luvial i sedimentari al llarg de la costa.

## Recursos naturals
Els recursos naturals del Japó són escassos, amb excepció dels productes pesquers (peixos, crustacis, balenes, etc.), a més d'algunes indústries mineres i de fusta.

## Algunes xifres

### Superfície
Total: 377.835 km²
- Terra: 374.744 km²
- Aigua: 3.091 km², dels quals 670 km² corresponen al llac Biwa, el tercer llac més antic d'aigua dolça del món, situat al centre de l'illa principal de Honshu.

### Ús del sòl
Estimació de 1999
- Les terres cultivables: 12%
- Terra vegetal: 2%
- Pastures: 2%
- Els boscos i els aiguamolls: el 66%
- Altres: 18%